# End-of-file
End-of-file или съкратено EOF, е символ за състояние в операционната система, при което вече не могат да бъдат прочетени данни от източника. Източниците на данни обикновено са файлове или потоци (stream). В стандартната библиотека на C функции за четене на символи като getchar връщат стойност, равна на символичната стойност на (макроса) EOF, за да означат края на четенето от източника на данни.
Реалната стойност на EOF зависи от операционната система, обикновено е отрицателно число -1.